# Nixe (Schiff, 1959)
Die Nixe ist ein Passagierschiff, das lange für den Fährbetrieb auf dem Rhein genutzt wurde und mittlerweile in Ochsenfurt beheimatet ist.

## Geschichte
Über die frühen Jahre des Schiffes sind verschiedene Angaben im Umlauf. Laut Darstellung der Stadt Ochsenfurt wurde das Schiff 1959 gebaut; einer Notiz des Bayerischen Rundfunks zufolge soll es in Rotterdam zu Hafenarbeiten eingesetzt worden sein. Laut anderen Quellen fuhr es jedoch schon in den späten 1950er Jahren im Fährbetrieb zwischen Remagen und Erpel.
Das auf der Schiffswerft Oberkassel gebaute Schiff wurde, so ein Bericht von A. Bohrer, am 3. Oktober 1973 für den Fährbetrieb Linz–Kripp angeschafft, diente dort aber nur als Ersatzfahrzeug und war eigentlich verpachtet, um für die Verbindung zwischen Remagen und Erpel genutzt zu werden. Bei Hochwasser wurde es von der Notanlegestelle Höhe Stadtgarten aus genutzt und fuhr zwischen Linz und Kripp.

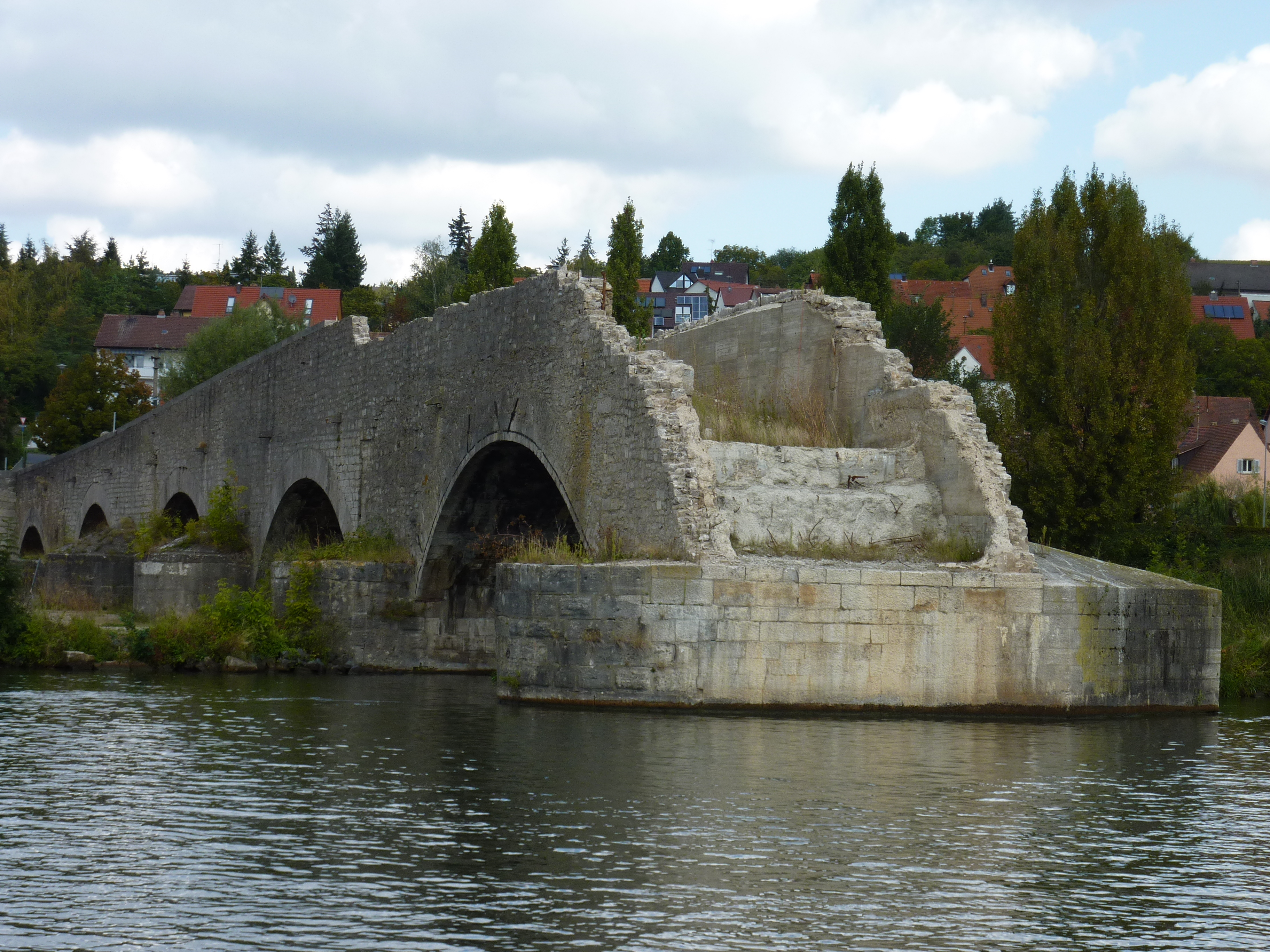
Zustand der Ochsenfurter Mainbrücke 2009

Nachdem ihre Nachfolgerin desselben Namens am 1. Juni 2006 in Betrieb genommen worden war, wurde die Nixe durch einen Schiffsmakler in den Niederlanden zum Verkauf angeboten und ging Mitte 2007 für 43.000 Euro in den Besitz der Stadt Ochsenfurt über. Dort wurde eine Fähre gebraucht, solange die Alte Mainbrücke nicht genutzt werden konnte. Die Nixe kam nach einer siebentägigen Überführungsfahrt am 1. Juli 2007 in Ochsenfurt an, wurde saniert und ab dem 23. September 2007 als Mainfähre genutzt. Nach Abschluss der Renovierungsarbeiten an der Brücke Ende 2011 wurde sie in Ochsenfurt eigentlich nicht mehr gebraucht. Da sich die sogenannte Altstadtfähre aber mittlerweile zum Kultschiff entwickelt hatte, wurde ein Förderverein gegründet, der die Nixe zum symbolischen Preis von einem Euro übernahm und unter dessen Regie das Schiff weiterhin von Mai bis Oktober in Ochsenfurt fährt.

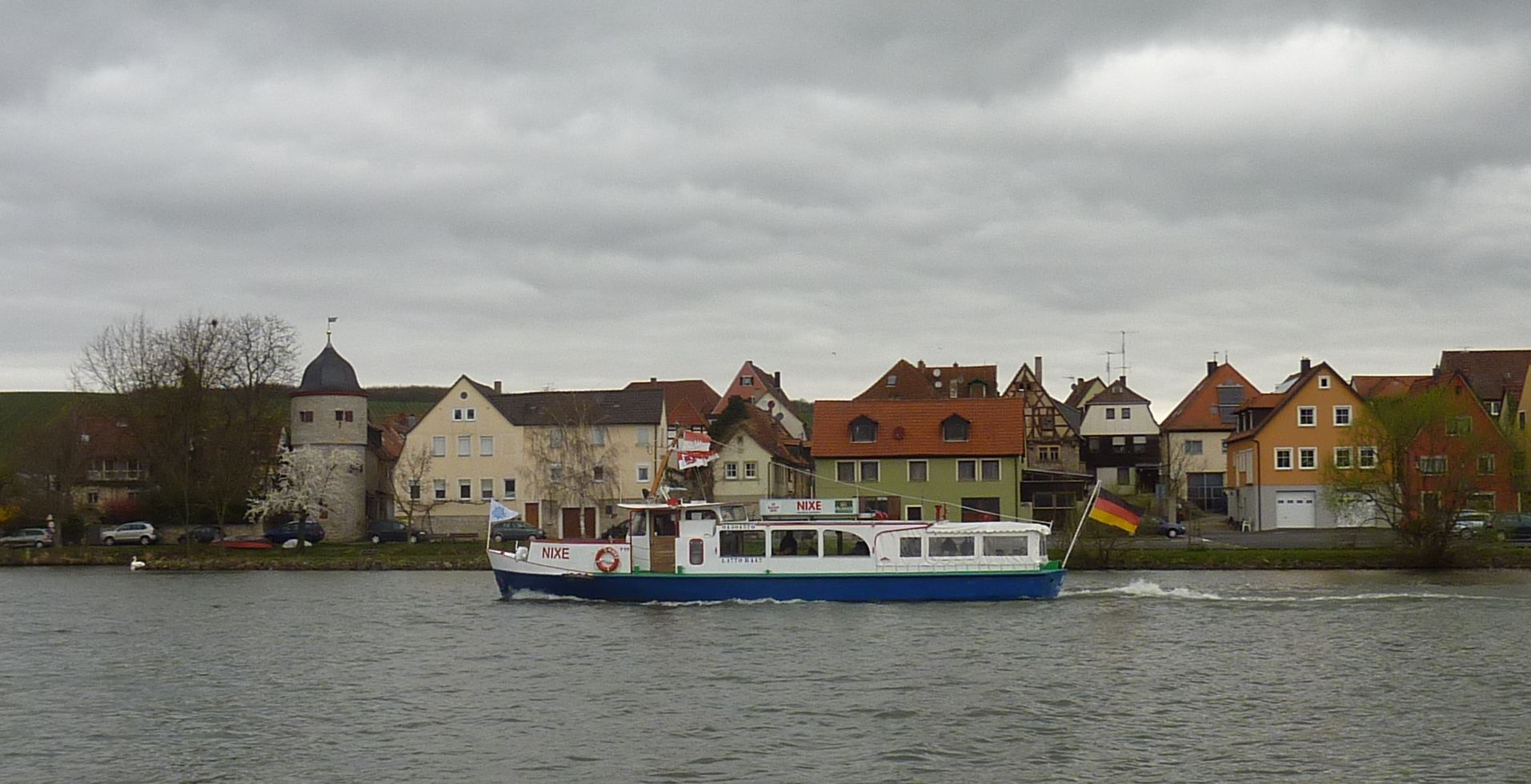
Die Nixe vor Marktbreit im März 2014

Ferner wird das Schiff für Panoramafahrten auf dem Main genutzt.
Literarisch verarbeitet wurde die Überführungsfahrt der Nixe aus Rotterdam nach Ochsenfurt in einem Buch namens 4 Mann in einem Boot.